# Svetlana Hrankovskaja
Svetlana Anatoljevna Hrankovskaja (Oekraïens: Светлана Анатольевна Гранковская) (Charkiv, 22 februari 1976) is een voormalig baanwielrenster uit Oekraïne.

## Carrière
Ze werd geboren in Charkiv, in het huidige Oekraïne. Ze nam aan de internationale toernooien deel met de Russische nationaliteit, nadat de Sovjet-Unie uiteenviel.
Hrankovskaja nam in 2004 deel aan de Olympische Zomerspelen van Athene op de onderdelen sprint en 500 meter tijdrijden op de baan.
Op de Olympische Zomerspelen in 2008 nam ze namens Rusland deel aan het onderdeel sprint.
Ook was Hrankovskaja driemaal wereldkampioene sprint, in 2001, 2003 en 2004. In 2003 werd ze ook wereldkampioene op het onderdeel keirin.

## Palmares
| Jaar | RK              | WK                                 | Overige                                                                            |
| ---- | --------------- | ---------------------------------- | ---------------------------------------------------------------------------------- |
| 2000 |                 | 6e sprint                          | WB Moskou: · sprint · tijdrit                                                      |
| 2001 |                 | sprint · 14e 500m tijdrit          | WB Cali: · sprint · tijdrit · WB Szcecin: · sprint · WB Pordenone: · sprint        |
| 2002 |                 | 4e keirin 5e sprint                | WB Monterrey: · sprint · keirin · WB Moskou: · sprint · WB Cali: · keirin · sprint |
| 2003 |                 | keirin · sprint                    | WB Moskou: · keirin · teamsprint · sprint · WB Kaapstad: · sprint · teamsprint     |
| 2004 |                 | sprint                             | WB Moskou: · sprint · teamsprint · Olympische Spelen: · 4e sprint · 9e tijdrit     |
| 2005 |                 |                                    |                                                                                    |
| 2006 | keirin · sprint |                                    |                                                                                    |
| 2007 | sprint · keirin | 8e teamsprint 9e sprint 13e keirin |                                                                                    |
| 2008 | keirin · sprint | 5e teamsprint 7e keirin 12e sprint | Olympische Spelen: 9e sprint                                                       |
| 2009 |                 | 8e teamsprint                      |                                                                                    |